# Matcha Phorn-in
Matcha Phorn-in   (Isaan, c. 1979) és una activista tailandesa que advoca pel feminisme i pels drets indígenes i LGBT.

## Vida primerenca
Va néixer i créixer a la regió tailandesa d'Isaan com a membre d'una minoria ètnica, i va ser criada per una mare soltera pobra. Per tot això va patir assetjament escolar. Als 9 anys, va començar a treballar els caps de setmana per a mantenir econòmicament el nucli familiar.
Gràcies a una beca, va poder assistir a la universitat. Quan va haver-se graduat, va participar en un programa de grau d'un any a la Universitat Thammasat.

## Activisme
Phorn-in és la fundadora i la directora executiva de Sangsan Anakot Yaowachon, una organització creada el 2007 que dona suport als joves de comunitats marginades, principalment a les poblacions de la frontera entre Tailàndia i Myanmar. Durant els primers anys, va poder becar fins a 1.000 infants; però el programa es va haver de suspendre al final de la dècada del 2010 per manca de suport econòmic.
L'activista és membre de la junta del Dia Internacional de la Igualtat de les Famílies (IFED), així com exmembre de la junta d'ILGA Àsia. També forma part del consell regional del Fòrum sobre Dones, Dret i Desenvolupament d'Àsia-Pacífic (APWLD).

## Ideologia política
Es defineix com a feminista i advoca pels drets LGBT i les comunitats indígenes. S'ha pronunciat a favor de permetre l'avortament fins a la 20a setmana, cosa que contrasta amb la llei tailandesa, que hi restringeix l'accés a partir de la 12a setmana. El 2020 i el 2021, va criticar el govern tailandès per no concedir ajuda financera a les minories ètniques, que per consegüent es van veure més afectades per la pandèmia de la COVID-19.

## Reconeixement
El 2023, va ser inclosa en la llista de les 100 dones més influents de l'any per la BBC.

## Vida personal
És lesbiana. La seva parella també treballa a Sangsan Anakot Yaowachon. Té una filla adoptiva, la seva neboda biològica, que va néixer al principi de la dècada del 2000 filla del seu germà petit. Com que aquest i la seva dona es van separar, la va criar l'àvia fins que Phorn-in la va acollir a casa seva a 9 anys. Tanmateix, no va poder adoptar-la legalment fins que va ser major d'edat perquè la família extensa es va oposar al fet que tingués una dona de parella.
Phorn-in i la seva família viuen al districte de San Kamphaeng, a Chiang Mai. El 2016, un veí va provocar diversos incendis prop de casa seva, segons Phorn-in de motivació homofòbica; malgrat les denúncies fetes a la policia, aquesta no va prendre cap mesura.